# 大邱市民運動場野球場
大邱市民運動場野球場（テグしみんうんどうじょうやきゅうじょう、대구시민운동장야구장）は韓国の大邱広域市にあった野球場。韓国プロ野球のサムスン・ライオンズが本拠地としていた。
1948年完成、1981年に改修された。1982年に韓国プロ野球が発足すると三星ライオンズの本拠地球場となった。近年は老朽化が激しく、球場内の鉄骨にひびが見つかったことから観客席に倒壊のおそれがある。そのため、大邱広域市は新スタジアム(大邱都市鉄道2号線寿城アルファシティ駅近くに位置)の大邱サムスン・ライオンズ・パークを建設し、2016年シーズンから利用している。なお新球場の建設費の一部はサムスングループも出資した。
当面の対策として2006年のシーズン終了後にわずかではあるが再度の改修をほどこされた。人工芝を拭きなおし、それまで存在していたラッキーゾーンが撤去されて外野が広くなった。なお、2009年より座席のリニューアルが行われた。
収容人員10,000人と韓国プロ野球各球団の本拠地球場で最も少ない。そのため、プロ野球人気が高まった2010年代からは土日・祝日のサムスン・ライオンズの主催試合は入場券完売となることもあった。
拡張前は外野フェンスまでの距離が公称より短いという疑いもあり、韓国プロ野球の球場で一番ホームランが出やすい球場と評されていた。
韓国における1シーズンのホームラン記録を持っているイ・スンヨプが三星ライオンズに在籍していた間は、さらにラッキーゾーンも存在していた。2003年最終戦で放った56号も外野フェンスに当たってこのラッキーゾーンに落ち、打ち上げ花火の設置をするなど記念イベントの準備をしていた職員によって拾われた（その後、ホームランボールは球団に寄贈された）。
こうしたことから、イ・スンヨプは2003年シーズンに56本の本塁打を記録したものの、オフにアメリカ球界からはマイナー契約のオファーしかなかった。
2015年10月2日、最後のプロ野球公式戦としてサムスン・ライオンズ－KTウィズの試合が行われ、盛大なセレモニーが開かれた。同年10月26-27日、この野球場における最後のプロ野球・韓国シリーズも開催された。
プロ野球の本拠地として利用されなくなってから、周囲の体育施設とともに観客席の大幅撤去などリニューアル工事が進められた。2018年3月より、アマチュア専用の野球場として利用されている。

## スタジアムのダッグアウト
サムスン・ライオンズの本拠地だったころは、サムスンが3塁側を使用し、ビジターチームが1塁側を使用していた。